# Sidbury (Devon)
Sidbury – wieś w południowo-zachodniej Anglii (Wielka Brytania), w hrabstwie Devon, w dystrykcie East Devon, położona nad rzeką Sid. Leży 23 km na wschód od miasta Exeter i 234 km na zachód od Londynu. W 1951 roku civil parish liczyła 2507 mieszkańców. Sidbury zostało wspomniane w Domesday Book (1086) jako Sideberie/Sideberia.